# Lech Tranda

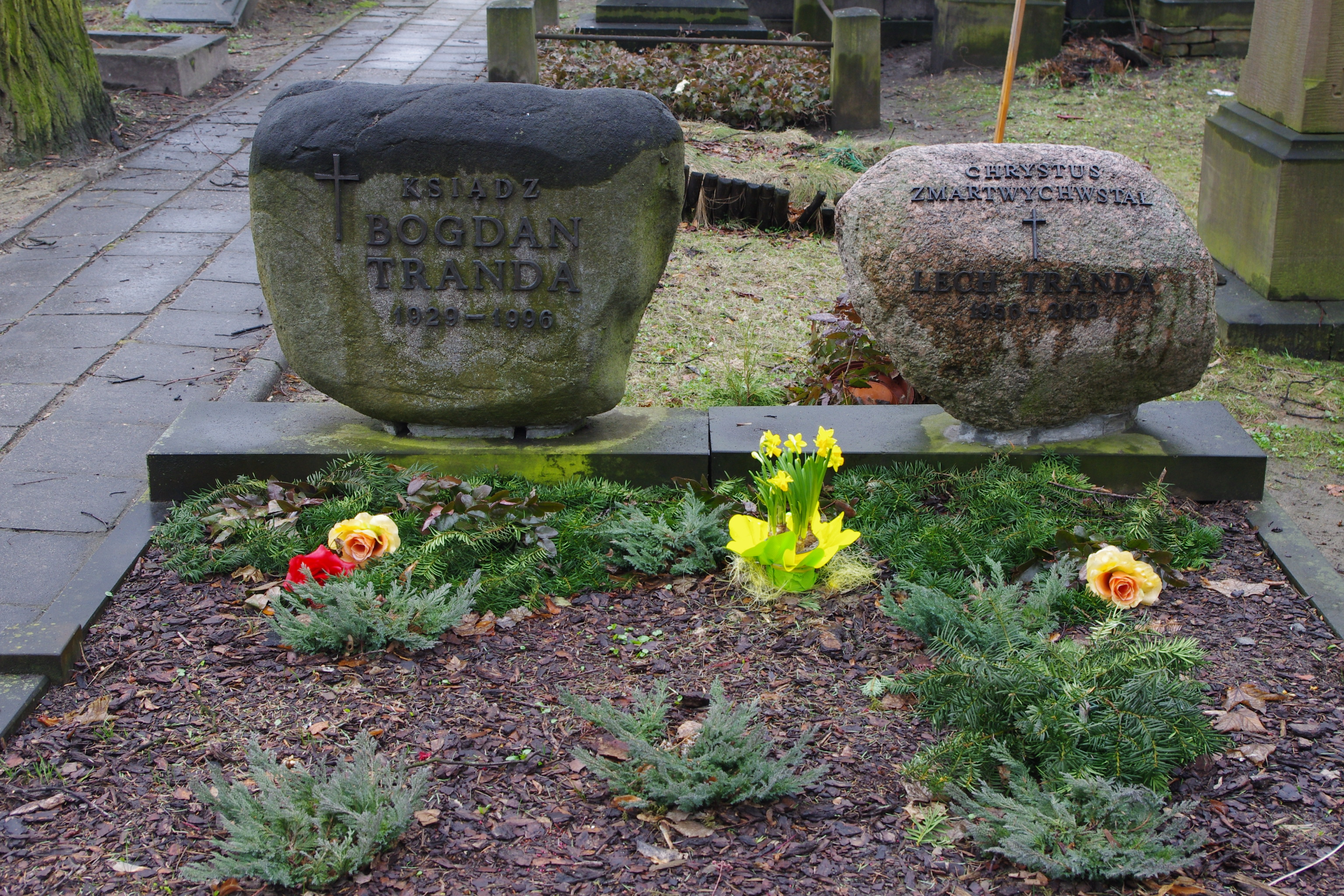
Grób ks. Bogdana Trandy (1929-1996) i jego syna ks. Lecha Trandy (1956-2012) na Cmentarzu ewangelicko-reformowanym w Warszawie

Lech Jerzy Tranda (ur. 24 listopada 1956 w Warszawie, zm. 23 lutego 2012 w Sulejówku) – polski duchowny ewangelicko-reformowany, działacz UNICEF.

## Życiorys
Syn Bogdana Trandy (1929-1996), również duchownego ewangelicko-reformowanego, i Wandy, córki Juliana Kulskiego. Jego stryjem był bp Zdzisław Tranda. W latach 80. pracował jako świecki kaznodzieja w Kucowie. W 1990 ukończył studia w zakresie teologii ewangelickiej w ChAT. Został ordynowany 22 września 1991. W latach 1991–1998 był duchownym parafii w Kleszczowie, a od 1993 jej administratorem. Od 1995 do 2001 pełnił funkcję radcy duchownego Konsystorza Kościoła Ewangelicko-Reformowanego w Polsce. W latach 1996–2008 był proboszczem parafii w Warszawie, gdzie rozpoczął remont kościoła. Opiekował się też społecznością ewangelików reformowanych w Krakowie. W latach 2005–2007 był redaktorem naczelnym miesięcznika „Jednota”. Publikował w „Zwiastunie Ewangelicznym”, „W drodze”, „Tygodniku Powszechnym” i w „Więzi”. Był przewodniczącym komisji ds. mediów w Kościele ewangelicko-reformowanym oraz konsultantem Redakcji Ekumenicznej II Programu TVP. Pełnił też stanowisko wiceprzewodniczącego Społecznego Komitetu Opieki nad Zabytkami Cmentarza Ewangelicko-Reformowanego w Warszawie.
W latach 2002–2007 był wiceprzewodniczącym Rady Zarządzającej, a w latach 2007-2008 członkiem Zarządu Polskiego Komitetu Narodowego UNICEF. W latach 2009–2011 był dyrektorem Domu Pomocy Społecznej Fundacji "Pomocna Dłoń" w Warszawie.
Został pochowany na Cmentarzu Ewangelicko-Reformowanym przy ul. Żytniej w Warszawie (kwatera D-4-6a).

## Publikacja
- Lech Tranda, ...nieważne, skąd przychodzisz, ważne, co cię boli, w: Drogi chrześcijaństwa (praca zbiorowa), Jacek Santorski & Co Agencja Wydawnicza, Warszawa 2008. ISBN 978-83-7554-028-4